# Jurailton Santos
 Jurailton de Sousa Santos  (Vera Cruz, 27 de agosto de 1975), mais conhecido como  Jurailton Santos , é um político brasileiro. Atualmente exerce seu primeiro mandato de deputado estadual pelo estado da Bahia pelo Republicanos desde 1 de fevereiro de 2019.